# O'Balango
O’Balango est une série télévisée Gabonaise en douze épisodes de vingt-six minutes, réalisée par Jérémie Tchoua pour Tchoua Productions en coproduction avec l’IGIS, l’institut gabonais de l’image et du son. Elle a été diffusée en avant première le 11 février 2025 sur Gabon Télévision.

## Synopsis
Elle met en lumière le rythme de vie des Gabonais, leurs choix et les aspects essentiels souvent négligés.

## Diffusion
Elle est diffusée dès le 11 février 2025 sur Gabon Télévision

## Distribution
- Christiane Libina
- Sarah shampagne
- Darel Ngankoussou Tchila
- Rellya Michelle Mavikana
- Hilda Marion
- Assa Bi
- Brice Mapaga
- Archimède Nzouba
- Ludmila Poaty
- Yannick Borgia
- Pascaline Edoumbi
- Marien Sambo
- Zeina Litouki

## Distinctions
O’Balango est nommée lors de 4e édition du Festival « La Semaine du cinéma » à Brazzaville le 27 juillet 2024 dans la catégorie Meilleure série.
| Nominations                             | Récompenses |
| --------------------------------------- | ----------- |
| La Semaine du cinéma du 27 juillet 2024 | Aucun Prix  |